# Tewane
Tewane is een dorp in het district Central in Botswana. De plaats telt 459 inwoners (2011).